# Stange
Stangeⓘ ([ˈstange]) es un municipio de la provincia de Hedmark, Noruega. Tiene una población de 20 119 habitantes según el censo de 2016 y es parte del distrito tradicional de Hedmarken. Su centro administrativo es el pueblo de Stangebye.

## Información general

### Nombre
El municipio, originalmente una parroquia, toma su nombre de la antigua granja Stange (en nórdico antiguo: Stangir), ya que la primera iglesia fue construida allí. Sin embargo, su significado resulta algo confuso o impreciso. Stange es la forma plural de stǫng, que significa «barra», «palo» o «vara». Esto se debe probablemente a que la granja está asentada en una larga colina.

### Escudo de armas
El escudo de armas data de tiempos modernos. Se les concedió el 20 de junio de 1986. Los brazos muestran un arado medieval de color plateado llamado ard sobre un fondo verde. Simboliza la importancia histórica de la agricultura en la zona; Originalmente el cultivo de granos y luego cultivar papas. Las armas fueron diseñados por Arne Løvstad.

## Historia

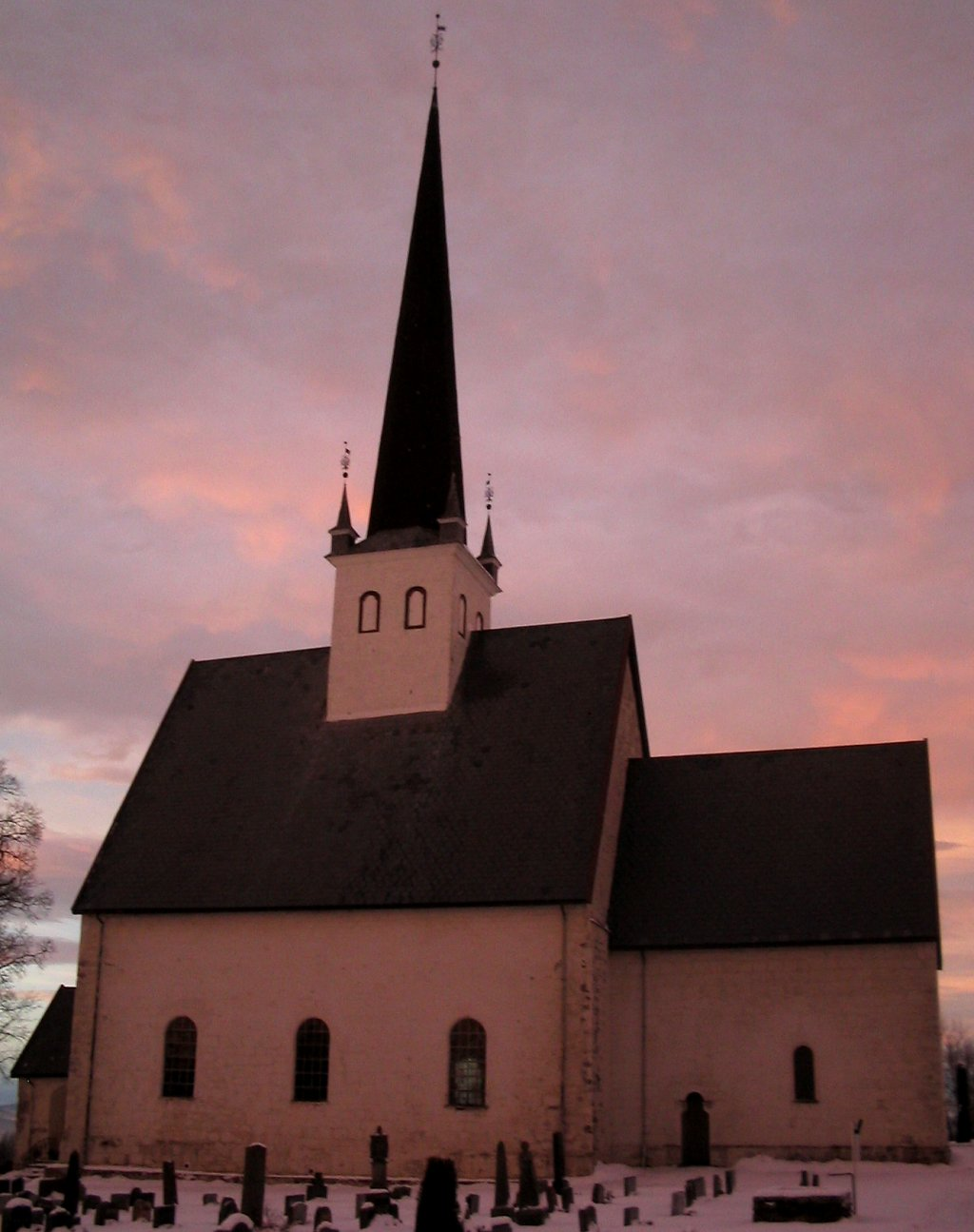
Iglesia de Stange

Los hallazgos arqueológicos indican asentamientos agrícolas en la zona mucho antes de la época de los vikingos. Desde la ruta más corta desde el sur de Hamar fue a través de la zona, también ha sido el comercio y la hospitalidad allí desde tiempos inmemoriales. Stange tiene su propia asociación histórica que publica artículos, temas de investigación cortos, así como las obras autorizadas en la historia de la zona.
La Iglesia de Stange es una de las iglesias medievales más antiguas de Noruega. Se menciona en 1225 en la saga de Håkon Håkonsen.
El municipio de Stange fue establecido el 1 de enero de 1838, con la creación de los denominados Distritos de  Presidencia (Formannskapsdistrikt en noruego). El municipio vecino de Romedal se fusionó con Stange el 1 de enero de 1964.

## Geografía

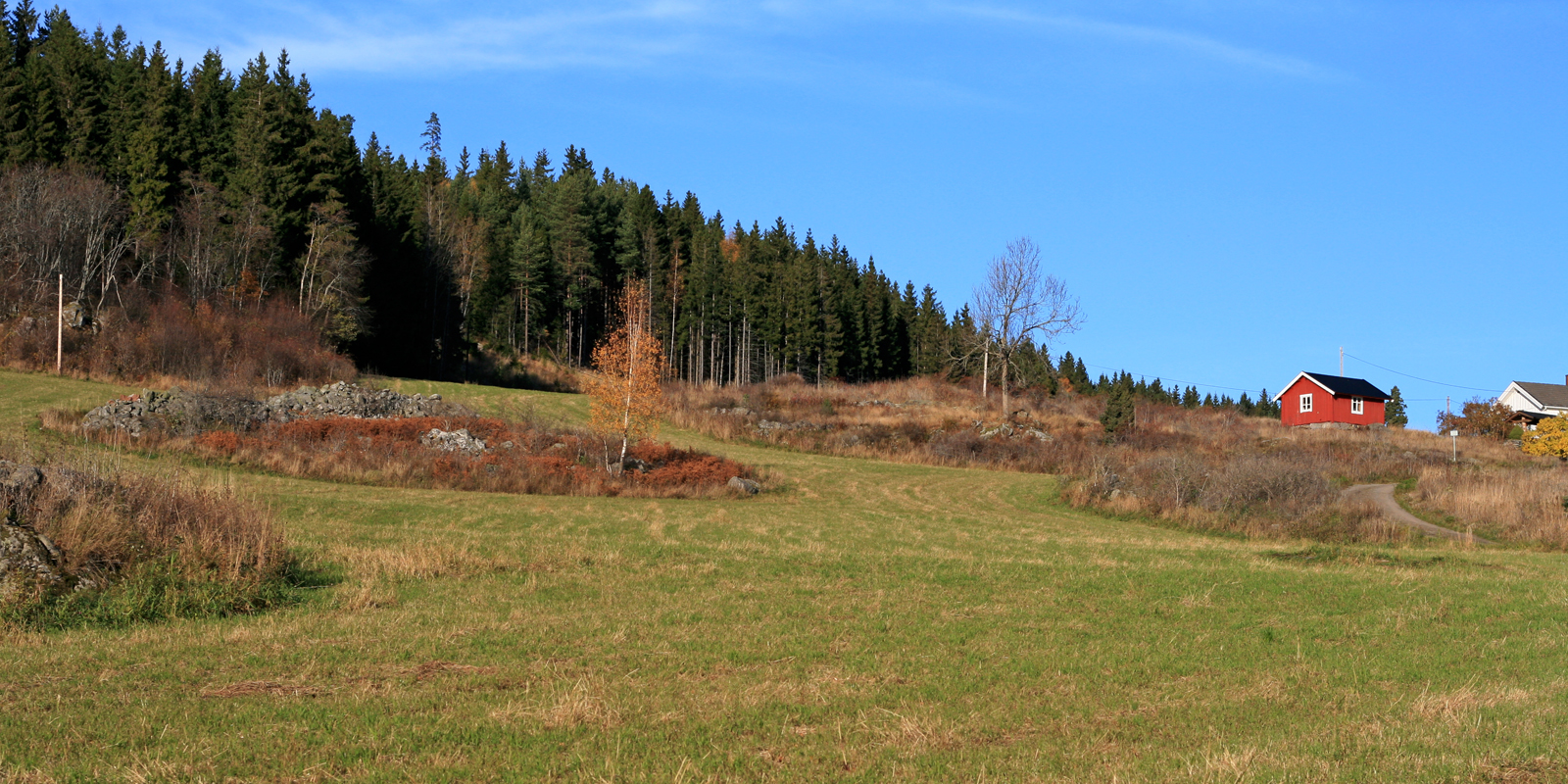
Paisaje rural en Svenskerud, Stange.

El municipio está situado en el lado este del lago Mjøsa, el más grande del país. Limita con los municipios de Hamar en el norte; Løten, Våler y Åsnes hacia el este; Nord-Odal hacia el sur; y Eidsvoll al oeste.
Stange se compone de varias áreas que antes eran distintos, incluyendo Vallset, Romedal, Espa, Åsbygda, Tangen, y la propia Stange. El municipio puede dividirse en dos zonas: la zona norte, con tierras de cultivo rico y fértil; y una zona sur con escarpada zona boscosa (el Stange almenning). Como resultado, la parte norte está dominada por grandes granjas prósperas; la parte sur de granjas pequeñas y marginales.
Las áreas más densamente pobladas  son el  norte y oeste del municipio. A pesar de ser un municipio del interior de Noruega, en Stange el terreno es relativamente suave, con buena tierra de cultivo. Al sur, en las inmediaciones del lago,  es una zona eminentemente agrícola y forestal con suaves colinas.  El punto más alto del municipio se ubica al sur, con la montaña Fjellsjøhøgda (642,3 m.),

## Clima
Stange tiene un clima continental interior con precipitaciones relativamente escasas, inviernos fríos, veranos tibios y con diferencias considerables entre las temperaturas diurnas y nocturnas en verano.
Las temperaturas en invierno normalmente alcanzan los -10 °C  con fuertes nevadas, mientras los veranos son frescos y ventosos, con valores que raras veces superan los 15 °C.

## Ciudades hermanas
Las siguientes fueron declaradas como ciudades hermanas de Stange:
- - Botkyrka, Provincia de Estocolmo, Suecia
- - Brøndby, Región Hovedstaden, Dinamarca
- - Montalegre, Região Norte, Portugal